# شین ادواردز (بازیکن بسکتبال)
شین ادواردز (انگلیسی: Shane Edwards؛ زادهٔ ۳۱ مهٔ ۱۹۸۷) بازیکن بسکتبال اهل ایالات متحده آمریکا است.